# 小德爾韋尼克島
43°26′56″N 16°04′57″E / 43.449025°N 16.082525°E

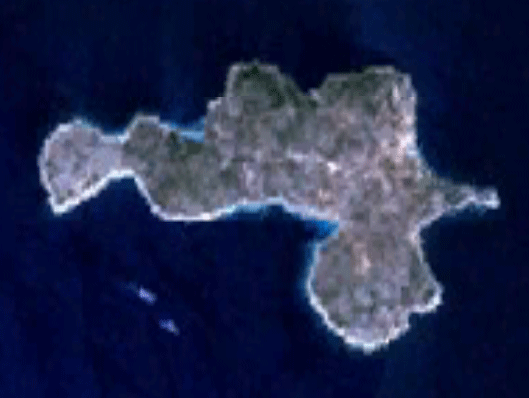

小德爾韋尼克島是克羅地亞的島嶼，位於亞得里亞海，由斯普利特-達爾馬提亞縣負責管轄，面積3.5平方公里，最高點海拔高度79米，2001年人口55。